# Бэлкэуць
Бэлкэуць (рум. Bălcăuți), также Балкауцы — село в Бричанском районе Молдавии. Является административным центром коммуны Бэлкэуць, включающей также село Бочкауцы.

## География
Село расположено на высоте 193 метров над уровнем моря, в 17 км от города Бричаны, в 28 км от железнодорожной станции Окница и в 215 км от Кишинёва.
Коммуна занимает территорию в 1586,34 га, из которых:
- сельхозугодий — 1016,67 га,
- садов — 30,65 га,
- пастбищ — 126,5 га,
- лесов — 107,5 га,
- озёр — 59,15 га,
- земель под застройкой — 146,73 га.

## История
Первое документальное упоминание о Бэлкэуць датируется 1469 годом, когда воевода Штефан Великий пожаловал клучеру (снабженцу господарского двора) Диме половину этого села. Предполагается, что название населённого пункта происходит от имени некоего Балко, который когда-то владел этой землей.

## Социальная сфера
В селе действуют: гимназия, детский сад, дом культуры, библиотека, офис семейных врачей, музей, общественная организация «Кредо», ассоциация родителей и педагогов коммуны Бэлкэуць.

## Экономика
В селе работают следующие экономические агенты:
- коммерческое общество «COOPCONSUM»
- ООО «Bonistica»
- ООО «Danistas-Plant»
- 86 крестьянских хозяйств
- индивидуальные предприятия «M. Ceropita»; «Dizdari Afanasii».

В населённом пункте проложен газопровод, который в скором времени должен решить проблему снабжения коммуны газом.

## Население
По данным переписи населения 2004 года, в селе Бэлкэуць проживает 693 человека (298 мужчин, 395 женщин).
Этнический состав села:
| Национальность | Число жителей | Процентный состав |
| -------------- | ------------- | ----------------- |
| украинцы       | 553           | 79.8              |
| молдаване      | 87            | 12.55             |
| русские        | 50            | 7.22              |
| румыны         | 1             | 0.14              |
| прочие         | 2             | 0.29              |
| Всего          | 693           | 100%              |